# سمندرية
السمندرية (الاسم العلمي: Salamandridae)، فصيلة من السلمندر تتكون من السمندر الحقيقي وسمندر الماء. يوجد منها حاليا 74 نوعا (والمتوقع أكثر) في نصف الكرة الشمالي - أوروبا، آسيا، الطرف الشمالي لأفريقيا، وأمريكا الشمالية.